# Gastronomia de la Conca de Barberà
La cuina de la Conca de Barberà tracta sobre el menjar i les begudes típics de la cuina d'aquesta comarca.
La Conca és, segons indica el nom, una comarca natural envoltada de muntanyes, principalment les muntanyes de Prades al sud, les muntanyes de la Segarra al nord i el Montclar al nord-est. Gran part de la comarca – un triangle entre Vimbodí, Montblanc i Rocafort de Queralt - és dedicada al cultiu de la vinya. La cuina de la Conca és una d'interior, a base de la caça, les castanyes, el formatge i caragols.
A continuació es detalla els elements més destacables de la gastronomia d'aquesta comarca:

## La coca
Hi ha diverses receptes per a la coca a la Conca de Barberà. Una d'origen local és la coca de Montblanc. És una coca salada a base de conill rostit i picolat amb sofregit de ceba i tomàquets, amanida amb olives verdes trinxades i nous picades, farigola i coriandre. Té una forma oval i és oberta.

## Altres plats típics
- Montblanquins, un dolç.

## Begudes típiques
- El vi negre, i les varietats de rosat Trepat, Macabeu, i Parellada. Els vins de la comarca tenen una graduació moderada. La DO Conca de Barberà inclou 9.900 ha de vinya i una producció de 250.000 hl de vi. Els pobles productors del vi són Barberà de la Conca, L'Espluga de Francolí, Montblanc, Pira, Rocafort de Queralt i Sarral.[2]
- Cava[2]

## Ingredients bàsics
- Hortalissa: Ceba, tomàquet, pebrot
- Raïm, avellana, castanya[1]
- Oliva de Vilaverd i Vallclara[1]
- Caragols[2]
- Formatge de cabra d'Albió i la vall del riu Corb[2]